# フ陵体育場
涪陵体育場（ふうりょうたいいくじょう、簡体字中国語: 涪陵体育场）は、中華人民共和国の重慶市にある多目的スタジアム。

## 概要
2003年に建設された。収容人数は22,000人、総敷地面積は42,000平方メートル。主にサッカーの試合に用いられる他、隣接している体育館でバドミントン、バスケットボール、卓球、テニスなどの試合を行うことが可能。
現在、中国サッカー・超級リーグに所属する重慶斯威がホームスタジアムとして利用している。